# G3 (Europa)

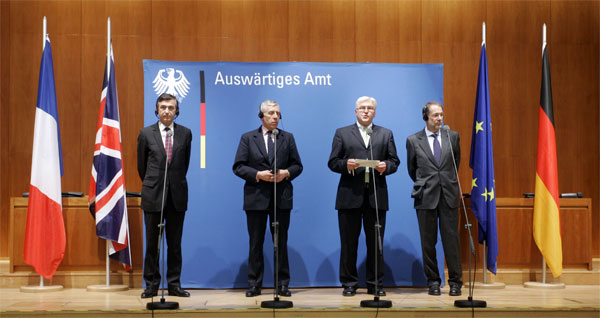
Els ministres d'exteriors del G3 europeu el 2006

EL G-3 (també anomenat G-3 o EU3), a nivell Europeu, s'entén com el grup dels tres països europeus més rics i poderosos de la Unió Europea. Concretament són Alemanya, França i el Regne Unit, el producte interior brut (PIB) de cada un dels supera els 2 bilions de dòlars estatunidencs. Aquests països mantenen una certa hegemonia sobre la resta de les nacions europees, i intenten liderar la política de la Unió, encara més sovint que el G6, sobretot pel que fa a la política exterior (per exemple, quan es van centrar en els esforços de la UE per tal de posar fi al programa nuclear de l'Iran). Últimament han convidat i donat algunes prioritats a Rússia.
El G3+3 (o EU 3 + 3, o E3+3) es refereix a una agrupació que inclou el G3 europeu i la Xina, Rússia, i els Estats Units. Va ser encunyat quan aquests estats es van unir als esforços diplomàtics amb l'Iran pel que fa al seu programa nuclear. Als Estats Units i Rússia, és conegut de forma comuna com a P5 +1, es refereix als cinc membres permanents del Consell de Seguretat de l'ONU, més Alemanya.